# Gabriel Uñate
Gabriel Uñate ist ein ehemaliger argentinischer Fußballspieler auf der Position eines Stürmers.

## Leben
Uñate begann seine Laufbahn als Fußballspieler beim CA San Lorenzo de Almagro, für den er zwischen 1949 und 1952 insgesamt 59 Spiele bestritt und 21 Tore erzielte.
Zwischen 1954 und 1958 spielte er für den mexikanischen Erstligisten Deportivo Toluca, mit dem er in den Spielzeiten 1956/57 und 1957/58 jeweils Vizemeister wurde. Anschließend spielte er für den Club Morelia und danach für den Celaya FC, den er nach der Trennung des Vereins von seinem langjährigen Trainer Florencio Caffaratti in den letzten Spielen der Saison 1960/61 auch trainierte, doch den Abstieg in die Segunda División nicht verhindern konnte.